# 格热戈日·诺瓦克
格热戈日·诺瓦克（波蘭語：Grzegorz Nowak，1954年11月1日—），波兰男子赛艇运动员。他曾代表波兰参加1980年夏季奥林匹克运动会赛艇比赛，获得男子四人单桨有舵手铜牌。